# Bitwa pod Kleverhamm
Bitwa pod Kleverhamm (Cleverhamm) – starcie zbrojne, które miało miejsce dnia 7 czerwca 1397 r. w rejonie Neerveld (Kleverhamm bei Kleve) pomiędzy siłami miejscowości Kellen i Warbeyen. Przeciwnikami tego lokalnego konfliktu byli książę Bergu Wilhelm I oraz hrabia Mark Dytryk i hrabia Kleve Adolf II. 

## Przyczyny konfliktu
Powodem sporu była roczna renta w wysokości 2400 guldenów ze strefy celnej w Kaiserswerth. W roku 1360 Gerard von Juelich hrabia Bergu nabył prawa do poboru cła od miasta oraz miejscowego zamku. W roku 1368 syn hrabiego Wilhelm II przejmując prawa do zysków stopniowo napotykał coraz większy sprzeciw. 
W roku 1393 opłatę celną obiecał jeszcze hrabia Mark Dytryk. Jednak już jego kuzynka Margareta z Mark oraz jej małżonek Filip von Falkenstein opowiedzieli się przeciwko poborom. Ich postulaty nie wpłynęły jednak w jakikolwiek sposób na zmianę wprowadzonego wcześniej prawa. W tej sytuacji Wilhelm w roku 1395 uznał ponownie opłatę celną za wiążącą. Na skutek narastającego sporu hrabia nie czuł się bezpiecznie nawet w przyjaznych mu do niedawna hrabstwach Kleve oraz Mark. Wobec tego jeszcze w tym samym roku zapowiedział zbrojne egzekwowanie postawionych żądań. 

## Wojna
Wiosną 1397 r. książę Wilhelm I z Bergu w towarzystwie swojego kuzyna księcia Wilhelma z Juelich a także wojsk geldryjskich i licznej grupy szlachty wkroczył do hrabstwa Kleve, pustosząc i paląc ziemie wzdłuż Renu aż po zamek Lobith i Kleve. 
Hrabia Adolf z Kleve i jego brat hrabia Dytryk z Mark wyszli naprzeciwko nadchodzącym wojskom i pokonali je wówczas w rejonie Neerveld. Około 90 rycerzy oraz 2000 uzbrojonych mieszczan z Bergu dostało się do niewoli. 
Konflikt miał wpływ na politykę miejscowych hrabiów. Bern von Struenkede (1334-1419) dotychczas najbardziej wpływowy lennik Kleve w roku 1397 wdał się w konflikt z hrabiami stawiając księciu Wilhelmowi do dyspozycji własny zamek.

## Następstwa
Po bitwie książę Wilhelm z Bergu, jego sprzymierzeńcy i lennicy zwolnieni zostali po zapłaceniu znacznego okupu, co było możliwe dzięki postawieniu w zastaw majątków i posiadłości. Wielu rycerzy i hrabiów pozyskało nowych władców lennych. Na skutek długów i z obawy utraty czci, książę Wilhelm został pozbawiony władzy przez własnych synów. Pozycja kolejnych książąt Kleve umacniała się rok później, gdy podczas oblężenia zamku Elberfeld poległ Dytryk von der Mark. Krótko po tym hrabia Adolf zawiązał unię personalną pomiędzy Mark i Kleve. 
O bitwie przypomina do dziś krzyż umiejscowiony na terenie urzędu finansowego w Kleve. 